# Синти
Синти (такође Синта или Синте) ромски је народ средње Европе. Били су традиционално путујући народ, али данас само мали проценат Синта живи на такав начин. Синти из средње Европе уско су повезани са групом познатом као Мануш у Француској. Говоре синта-мануш варијантом ромског језика, који је под утицајем немачког језика.

## Име
Порекло имена Синти је спорно.
Неки, укључујући многе Синте, верују да потиче од речи Синди, имена народа Синда који насељава одређене регионе у Пакистану. Поред документоване језичке повезаности ромског језика и санскрита, недавно истраживање естонских и индијских истраживача открило је генетичке сличности између мушкараца Рома из Европе и Рома из Индије.
Други, укључујући научника Ирона Матраса, тврде да "Синти" настаје у 18. веку и да је реч вероватно европског порекла.

## Историја
Синти су у касном средњем веку стигли у Немачку и Аустрију заједно са Ромима са Индијског потконтинента  на крају се поделивши у две групе: Ефтавагарја ("седам каравана") и Естракарја ("из Аустрије"). У Немачку су стигли пре 1540. године. Две групе су се потом населиле у друге делове Европе, Ефтавагарја у Француску, Португал и Бразил, где се називају "Манућос". Естракарја су се населили у Италију и средњу Европу, углавном где се данас простиру Хрватска, Словенија, Мађарска, Румунија, Чешка и Словачка, а на крају су усвојили различита регионална имена. У Италији су присутни углавном у Пијемонт региону, али и регионима Венето и Емилија Ромања.

### Холокауст
Синти и Роми су се доселили у Немачку крајем 15. века. Националсоцијалисти су их сматрали расно инфериорним и прогонили су их у целој Немачкој током нацистичког периода - Нирнбершки закони из 1935. године се често тумаче тако да се односе и на њих као и на Јевреје.
Адолф Ајхман препоручио је да Нацистичка Немачка реши "циганско питање" истовремено са јеврејским питањем, што је резултирало депортацијом Синта како би ослободили простор за изградњу домова за етничке Немце. Неке су послали у Пољску или негде другде (укључујући неке које је Хамбуршка полиција депортовала у Југославију 1939. године)  други су били затворени на одређеним подручјима, а многи су на крају убијени у гасним коморама. Многи Синти и Роми одведени су у Аушвиц-Биркенау, где су смештени у посебан одељак, назван "цигански логор". Др Јосеф Менгеле често је изводио неке од својих злогласних експеримената на Синтима и Ромима. 2. августа 1944. "цигански логор" је затворен, а око 4.000 Синта и Рома током ноћи између 2. до 3. августа спаљено је у крематоријуму. 2. августа се обележава као Дан сећања Рома и Синта страдалих у холокаусту.
У концентрационим логорима Синти су били принуђени да носе или црни троугао, што је означавало њихову класификацију као "асоцијални", или браон троугао, намењен ромским људима.

## Значајни Синти
Бројни су Синти који су значајни по свом доприносу у музици. Џанго Ренарт био је гитариста који је тридесетих и четрдесетих година двадесетог века успешно изводио и компоновао џез музику. Заједно са Стефаном Грапелом и осталим члановима Quintette du Hot Club de France, основао је музички стил познат као цигански џез .
.
Мариана Росенберг успешна је синти-ромско-немачка певачица. Она је ћерка преживелог логораша из Аушвица Ота Росенберга који је 1936. године, са девет година, смештен у концентрациони логор где су му убијени отац, бака и сва браће и сестре. Мариана пева углавном на немачком, али пева на енглеском, француском, италијанском језику и на језику Синта. Заузела је десето место у немачком избору за песму Евровизије 1975. са песмом „Er gehört zu mir“. Њена биографија Kokolores је бестселер у Европи. Синти су такође познати по спортским достигнућима. Јохан Тролман освојио је 1933. у Немачкој боксерски шампион у лакој категорији, али титулу су му одузели нацисти, који нису могли да толеришу "не-аријевског" првака. Тролмана је 1943. године у концентрационом логору убио други затвореник.

### Списак знаменитих Синта
- Ото Пестнер (рођен 1956.), словенски певач свинга, џеза, словенске народне музике[13]
- Манитас де Плата, музичар
- Џанго Ренарт, музичар
- Шнукенак Рајнхардт, музичар
- Џими Росенберг, музичар
- Мариана Розенберг, музичарка и ћерка Ота Розенберга
- Ото Росенберг (1927–2001), аутор „ Цигана у Аушвицу“ (1999), активиста и оснивач Синтичке уније Берлина и Организације за немачке Синте и Роме.[14][15]
- Паулус Шефер, музичар
- Јохан Тролман, боксер
- Хенс'ше Вајс, музичар
- Тити Винтерштајн, музичар
- Џо Цевинул, музичар
- Карло Карџ, музичар